# 斯坦頓 (德克薩斯州)
斯坦頓（英語：Stanton）是一個位於美國德克薩斯州馬丁縣的城市。根據2010年美國人口普查，該地共人口2556人，而該地的面積約為4.60平方千米。同時該地也是馬丁縣的縣治。

## 地理
斯坦頓的座標為32°07′51″N 101°47′31″W / 32.13083°N 101.79194°W，而該地的平均海拔高度為812米（即2664英尺）。